# El príncipe y el mendigo (película de 1937)
El príncipe y el mendigo (The Prince and the Pauper) es una película estadounidense de 1937 basada en la novela homónima de Mark Twain de 1881.
La película, con dirección de William Keighley y actuación de Errol Flynn, los gemelos Billy y Bobby Mauch y Claude Rains, había sido pensada para coincidir con la coronación del rey Jorge VI, en 1936. Sin embargo, su estreno se retrasó hasta el año siguiente.

## Argumento
En la Inglaterra de 1537, durante el reinado de Enrique VIII, dos niños nacen el mismo día en las circunstancias más diversas e imaginables. Tom (Billy Mauch) es el hijo del vicioso criminal John Canty (Barton MacLane), mientras que Edwardo o (Bobby Mauch) es un príncipe y heredero de Enrique VIII (Montagu Love). Tom se cría en condiciones de pobreza, hambre, para sí y su familia, mientras que Edward bajo un lujo aislado, con una gran curiosidad por el mundo exterior.
Pasan 10 años, y por una extraña coincidencia se reúnen y se asombran por su asombroso parecido entre sí. Como una broma, intercanbian sus ropas, pero el capitán de la guardia (Alan Hale, Sr.) comete el error de confundir al príncipe por el mendigo y lo echa de los jardines del palacio.
Tom no puede convencer a nadie, excepto al conde de Hertford (Claude Rains) de su identidad. Todo el mundo está convencido de que el príncipe se volvió loco. Cuando Enrique VIII muere, Hertford amenaza con decir la verdad sobre Tom a menos que haga lo que se le dice. Hertford también chantajea al capitán de la guardia real en la búsqueda del verdadero príncipe para eliminarlo.
Mientras tanto, Edward se encuentra con Miles Hendon (Errol Flynn) un divertido caballero. Hendon también cree qué el muchacho está loco, pero le sigue la corriente. Cuando se produce un intento de asesinar a Edward por el conde de Hertford, cambia la opinión de Hendon sobre la historia de Edward, y le cree. Con la ayuda de Hendon, Edward se las arregla para volver a entrar en el palacio, justo a tiempo para interrumpir la ceremonia de coronación y acreditar su identidad. Tom queda bajo la tutela del nuevo rey, Hertford es desterrado de por vida, y Hendon es recompensado por sus servicios.

## Reparto
- Errol Flynn: Miles Hendon
- Billy Mauch: Tom Canty
- Bobby Mauch: Eduardo, príncipe de Gales
- Claude Rains: el conde de Hertford
- Henry Stephenson: el duque de Norfolk
- Barton MacLane: John Canty
- Alan Hale, Sr.: el capitán de la guardia
- Eric Portman: primer lord
- Lionel Pape: segundo lord
- Leonard Willey: tercer lord
- Murray Kinnell: Hugh Hendon
- Halliwell Hobbes: el arzobispo
- Phyllis Barry: una camarera
- Ivan F. Simpson: Clemens
- Montagu Love: Enrique VIII de Inglaterra
- Fritz Leiber Sr.: el padre Andrew
- Elspeth Dudgeon: la abuela Canty, madre de John
- Mary Field: la Sra. Canty, esposa de John
- Forrester Harvey: el hombre gordo
- Joan Valerie: Jane Seymour
- Robert Adair: guardia primero
- Harry Cording: guardia segundo
- Robert Warwick: Lord Warwick
- Rex Evans: un hombre rico
- Holmes Herbert: médico primero
- Ian MacLaren: médico segundo
- Anne Howard: Jane Grey
- Gwendolyn Jones: Elizabeth
- Lionel Braham: Ruffler
- Harry Beresford: el vigía
- Lionel Belmore el posadero
- Ian Wolfe: el propietario
- Leo White: Jester
- Tom Wilson: el mendigo tuerto
- Jimmy Aubrey (sin acreditar): un vagabundo